# Marco Chiesa

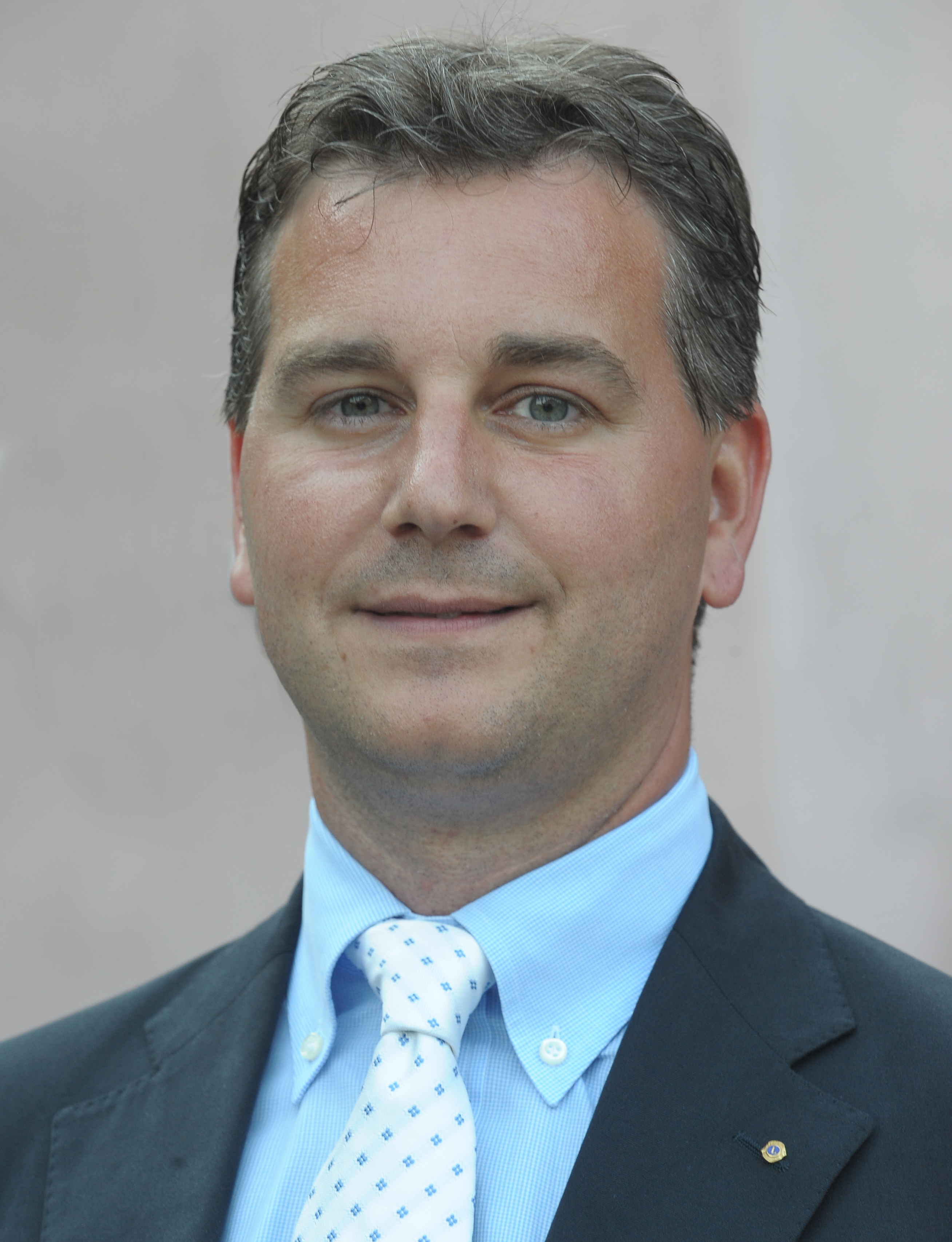
Marco Chiesa in 2015.

Marco Chiesa (Lugano, 10 oktober 1974) is een Zwitsers politicus voor de Zwitserse Volkspartij (SVP/UDC) uit het kanton Ticino. Hij zetelt sinds 2019 in de Kantonsraad.

## Biografie
Van april 2007 tot november 2015 zetelde hij in de Grote Raad van Ticino, het kantonnaal parlement. Hij verliet dit parlement toen hij bij de federale parlementsverkiezingen van 2015 werd verkozen als lid van de Nationale Raad. In 2016 werd hij ondervoorzitter van de Zwitserse Volkspartij.
Bij de parlementsverkiezingen van 2019 stelde hij zich zowel kandidaat voor een herverkiezing in de Nationale Raad als voor een zetel in de Kantonsraad. Op 20 oktober 2019 werd hij verkozen in de Nationale Raad. In de tweede ronde op 17 november 2019 werd hij evenwel ook in de Kantonsraad verkozen met 42.552 stemmen (40,3%), samen met de socialiste Marina Carobbio Guscetti. Hierdoor zou hij in de Kantonsraad gaan zetelen. Piero Marchesi volgde hem als eerste opvolger op in de Nationale Raad.
In de zomer van 2020 werd hij door zijn partij voorgedragen als kandidaat-partijvoorzitter. Op 22 augustus 2020 werd hij verkozen als nieuwe SVP/UDC-voorzitter, als opvolger van Albert Rösti.
Chiesa is lid van de Actie voor een Onafhankelijk en Neutraal Zwitserland. In het Zwitserse leger heeft hij de rang van sergeant.